# Незнайомець спостерігає
«Незнайомець спостерігає» (англ. A Stranger Is Watching) — американський кінофільм у жанрі трилера 1982 року, знятий режисером Шоном Каннінгемом на основі однойменного роману Мері Хіггінс Кларк.

## Сюжет
Психопат викрадає телевізійну ведучу Шарон і юну Джулі Петерсон і тримає їх в ув'язненні в катакомбах, вимагаючи викуп. Але полонянки самі придумують план порятунку, перш ніж поліція вийде на слід викрадача.

## У ролях
- Кейт Малгрю — Шарон Мартін
- Ріп Торн — Арті Таггарт
- Джеймс Нотон — Стів Петерсон
- Шон фон Шрайбер — Джулі Петерсон
- Барбара Бекслі — Лаллі
- Стівен Джойс — детектив Тейлор
- Джеймс Руссо — Рональд Томпсон
- Френк Гамільтон — Білл Лафтс
- Меггі Таск — місіс Лафтс
- Рой Пул — Волтер Карнер
- Моріс Коупленд — Роджер Перрі
- Елеонора Фелпс — Гленда Перрі
- Джоенн Доріан — Ніна Петерсон
- Стівен Стрімпелл — детектив Марлоу